# إليانور بوند
إليانور بوند هي رسامة كندية، ولدت في 1948 في وينيبيغ في كندا.